# Кировский (Нижегородская область)
 Кировский  — поселок в Тоншаевском муниципальном округе Нижегородской области.

## География
Посёлок находится в северо-восточной части Нижегородской области, на расстоянии менее 4 километров по прямой на запад от посёлка Тоншаево, административного центра района.

## Население
Постоянное население составляло 233 человека (мари 55 %, русские 45 %) в 2002 году, 257 в 2010.

## История
До 2020 года входил в состав городского поселения Рабочий посёлок Тоншаево до его упразднения.